# داء هيالين دهني
داء الهيالين الدهني (الداء اللببوهياليني) هو مرض الأوعية الدموية الدماغية الصغيرة الذي يؤثر على الشرايين الصغيرة أو الشرينات أو الشعيرات الدموية في الدماغ. عرّف تشارلز ميلر فيشر المرض على أنه «خلل في تنظيم جدار الشرينات القطعي»، ويتميز بزيادة سماكة جدار الوعاء الدموي وانخفاض قطر اللمعة الناتج. اعتبر فيشر أن مرض الأوعية الدموية الصغيرة هذا ناتج عن ارتفاع ضغط الدم الناجم في المرحلة الحادة من النخر شبه الفبريني والذي قد يؤدي إلى انسداد وسكتة دماغية جوبية. مع ذلك، تشير الأدلة الحديثة إلى أن الخلل البطاني الغشائي الناجم عن الالتهاب هو السبب الأكثر احتمالًا لذلك. قد يحدث هذا بعد خلل في الحاجز الدموي الدماغي، ما يؤدي إلى تسرب مكونات مصل الدم إلى الدماغ والتي يُحتمل أن تكون سامة. يمكن أن يحدث الاحتشاء الجوبي بهذه الطريقة، وقد يكون التضيق -السمة المميزة لداء الهيالين الدهني- مجرد نتيجة للتورم الحاصل والذي يضغط على البنية.

## ارتفاع ضغط الدم
يعد ارتفاع ضغط الدم عامل خطر قوي. تكون الشرايين الثاقبة العميقة -الشرايين الصغيرة نسبيًا المتفرعة من الشرايين الكبيرة نسبيًا (وأكثرها شيوعًا الشرايين العدسية المخططية من الشريان الدماغي الأوسط) معرضة بشكل خاص لهذه الحالة. يعد ارتفاع ضغط الدم غير المضبوط ومرض السكري من عوامل خطر الإصابة بهذا المرض.
عندما لاحظ فيشر العلاقة بين الاحتشاءات الجوبية وداء الهيالين الدهني، لاحظ أيضًا علاقته بارتفاع ضغط الدم. وجد أن «الارتباط القوي بين داء الهيالين الدهني وارتفاع ضغط الدم الموثق من قبل فيشر قد تم تأكيده في عدة دراسات». بينت هذه الدراسات أن ارتفاع ضغط الدم قد يسبب داء الهيالين الدهني بسبب الطريقة التي يغير بها ارتفاع ضغط الدم بنية الأوعية الدموية. «إعادة التشكيل الوعائي للأوعية الدموية الصغيرة والكبيرة التي يسببها ارتفاع ضغط الدم الشرياني هي الخطوة الأولى في تطور التصلب العصيدي وداء الهيالين الدهني». بشكل أكثر تحديدًا، «يغير ارتفاع ضغط الدم بنية الأوعية الدموية عن طريق إحداث تضخم في خلايا الأوعية الدموية وإعادة تشكيلها وعن طريق تعزيز التصلب العصيدي في الشرايين الدماغية الكبيرة وداء الهيالين الدهني في الشرينات الثاقبة». يسبب ارتفاع ضغط الدم المزمن حدوث تغيرات شريانية مثل داء الهيالين الدهني الذي يجعل الأوعية الدموية عرضة للتمزق. وثقت الدراسات المختلفة العلاقة بين داء الهيالين الدهني وارتفاع ضغط الدم بشكل جيد.
تجدر الإشارة أيضًا إلى أنه «في المستوى المجهري للشرايين الصغيرة أو الشرينات، يؤدي ارتفاع ضغط الدم أيضًا إلى حدوث اعتلالات وعائية معينة مثل داء الهيالين الدهني، ويسبب احتشاءات جوبية». يرتبط ارتفاع ضغط الدم بالاحتشاءات الجوبية والسكتات الدماغية. هذا يعني أن ارتفاع ضغط الدم هو بداية لتفاعل متسلسل. من داء الهيالين الدهني إلى الاحتشاءات الجوبية التي قد تؤدي في النهاية إلى السكتة الدماغية، قد يسبب ارتفاع ضغط الدم غير المضبوط إحداث ضرر هائل للدماغ.

## احتشاءات جوبية
تنجم الاحتشاءات الجوبية عن التصلب العصيدي (خثرة مكروية) وداء الهيالين الدهني. تؤثر هذه على البنى العميقة في الدماغ وقد تترك آفات صغيرة (نحو 5 مم). تحدث الاحتشاءات الجوبية الصغيرة «بسبب اضطرابات الشرايين المختلفة، وأكثرها شيوعًا العصيدة المكروية وداء الهيالين الدهني والنخر شبه الفبريني وأم دم شاركو-بوتشر».